# Station Serpong
Station Serpong is een spoorwegstation in Serpong in de Indonesische provincie Banten.

## Bestemmingen
- Sudirman Ekspres naar Station Jakarta Kota/Station Manggarai
- Ciujung naar Station Tanahabang en Station Parung Panjang
- KRL Ekonomi AC Tanahabang-Serpong
- KRL Ekonomi Tanahabang-Serpong
- Rangkas Jaya naar Station Tanahabang en Station Rangkasbitung
- Patas Merak naar Station Tanahabang en Station Merak
- Banten Ekspres naar Station Tanahabang en Station Merak